# Семёновское (Донецкая область)
Семёновское (укр. Семенівське) — село на Украине, находится в Амвросиевском районе Донецкой области. Находится под контролем самопровозглашённой Донецкой Народной Республики.

## География
К юго-востоку от села проходит граница между Украиной и Россией.

#### Соседние населённые пункты по странам света
С: Сауровка
СЗ: —
СВ: Тараны, Мариновка
З: Кринички
В: Григоровка, Новопетровское
ЮЗ: Житенко
ЮВ: —
Ю: Алексеевское, Камышеваха

## Население
Население по переписи 2001 года составляло 129 человек.

## Общая информация
Код КОАТУУ — 1420680411. Почтовый индекс — 87342. Телефонный код — 6259.

## Адрес местного совета
87342, Донецкая область, Амвросиевский район, с. Алексеевское, ул.Ленина, 39-3-17